# Adriano Chicco
Adriano Chicco (Génova, Liguria; 16 de febrero de 1907-Roma, Lacio; 30 de agosto de 1990) fue un ajedrecista y compositor de ajedrez italiano. Fue el más grande historiador italiano de ajedrez. De particular interés en este campo su obra, escrita en colaboración con Antonio Rosino, "Storia degli scacchi in Italia" (Historia del ajedrez en Italia).
Autor de cerca de 540 problemas en dos y tres movimientos, de los cuales 118 fueron premiados (47 ganadores de primeros premios), obtuvo por ellos de la Federación Internacional de Ajedrez los títulos de Maestro Internacional para la composición y de árbitro internacional.
Coleccionista de libros y manuscritos antiguos de ajedrez, autor de artículos, ensayos, libros y un diccionario enciclopédico sobre el ajedrez, dirigió durante 16 años la sección de solución de problemas de la revista L'Italia Scacchistica.
De profesión era abogado del Estado.

## Obras
- Gli scacchi in Liguria, Savona, Oficina de Arte, 1939.
- Un manoscritto inedito del 1500 sul giuoco degli scacchi. Florencia, revista L'Italia scacchistica, 1939.
- Zibaldone di pensieri scacchistici, Génova, A. Lombardo, 1945.
- Fortuna degli scacchi nel '500, Milán, L'Italia scacchistica, 1946.
- Gli scacchi nel Regno di Napoli, Milán, L'Italia scacchistica, 1949.
- Contributi alla storia dei problemi di scacchi: Gilio de' Zelati e Ercole del Rio. Milán, L'Italia scacchistica, 1950.
- Ruy Lopez de Segura, Milán, L'Italia scacchistica (suplemento a), 1980.
- Luigi Centurini, Milán, L'Italia scacchistica (suplemento a), 1982.

En colaboración con Giorgio Porreca
- Il libro completo degli scacchi, Milán, Mursia, 1959.
- Dizionario enciclopedico degli scacchi, Milano, Editorial Mursia, 1971.

En colaboración con Franco Pratesi y Alessandro Sanvito
- Medioevo scacchistico toscano, Milán, L'Italia scacchistica (suplemento a), 1985.

En colaboración con Alessandro Sanvito
- Lineamenti di una bibliografia italiana degli scacchi, Roma, AMIS, 1987.

En colaboración con Antonio Rosino
- Storia degli scacchi in Italia, Venecia, Marsilio, 1990. ISBN 88-317-5383-5.